# Kim Nam-joo
Dans ce nom coréen, le nom de famille, Kim, précède le nom personnel.
Ne doit pas être confondu avec Kim Nam-joon.
Kim Nam-joo (김남주), également connue sous le nom Junho (남주), née le 15 avril 1995 à Séoul, est une chanteuse, danseuse, actrice et animatrice de télévision sud-coréenne. Elle fait partie du groupe Apink.

## Biographie
Avant de commencer sa carrière musicale dans le groupe Apink, Kim Nam-joo a été, enfant, actrice de publicité,.
Elle intègre le groupe Apink en 2011. Elle fait partie de la sous-unité Apink BnN avec Yoon Bo-mi. En 2020, elle sort son premier single en solo,.

## Discographie
EPs
- Bird (2020)
- Bad (2024)

## Filmographie
- 2015 : Investigator Alice : Chun Yeon-joo
- 2017 : Bad Boys Detective : Oh Jin-kyung